# Aspalathus tuberculata
Aspalathus tuberculata är en ärtväxtart som beskrevs av Wilhelm Gerhard Walpers. Aspalathus tuberculata ingår i släktet Aspalathus och familjen ärtväxter. Inga underarter finns listade i Catalogue of Life.